# 6014 Chribrenmark
6014 Chribrenmark è un asteroide della fascia principale. Scoperto nel 1991, presenta un'orbita caratterizzata da un semiasse maggiore pari a 2,3502315 UA e da un'eccentricità di 0,1454356, inclinata di 6,42649° rispetto all'eclittica.
L'asteroide è dedicato, similmente a 6013 Andanike, a tre nipoti dello scopritore: Christopher, Brendan e Mark.